# دونگه تسرناتووو
دونگه تسرناتووو (به صربی: Donje Crnatovo) یک منطقهٔ مسکونی در صربستان است که در ژیتوراجا واقع شده‌است. دونگه تسرناتووو ۵۱۹ نفر جمعیت دارد.